# Chinnathadagam
Chinnathadagam es una ciudad censal situada en el distrito de Coimbatore en el estado de Tamil Nadu (India). Su población es de 8407 habitantes (2011). Se encuentra a 14 km de Coimbatore.

## Demografía
Según el censo de 2011 la población de Chinnathadagam era de 8407 habitantes, de los cuales 4152 eran hombres y 4255 eran mujeres. Chinnathadagam tiene una tasa media de alfabetización del 74,54%, superior a la media estatal del 80,09%: la alfabetización masculina es del 82,61%, y la alfabetización femenina del 66,72%.